# Der Feind (Miniserie)
Die britische Kinderserie Der Feind von 1983 basiert auf dem am 18. September 1975 im Macmillan Verlag erschienene Buch The Machine Gunners von Robert Westall. Die Mini-Serie wurde von BBC produziert, das Drehbuch schrieb William Corlett und Regie führte Colin Cant. Die 13 Folgen haben eine Länge von jeweils 25 Minuten. Die Geschichte spielt während des Zweiten Weltkrieges im Jahr 1940, während der Luftschlacht um England und der unmittelbar bevorstehenden Invasion Englands, „Unternehmen Seelöwe“, durch die Deutsche Wehrmacht. Sie handelt von sechs Kindern, die in der fiktiven englischen Stadt Garmouth leben, die regelmäßig Bombenangriffen der deutschen Luftwaffe ausgesetzt ist. Als Chas McGill einen abgestürzten deutschen Heinkel 111-Bomber findet, entfernt er ein voll funktionsfähiges Maschinengewehr (Typ MG 15) und nimmt dies mit über 2000 Schuss Munition mit. Mit Hilfe seiner Freunde Cem, Clogger, Audrey und Nicky errichten sie ihren eigenen Bunker mit dem Namen „Fort Caporetto“, benannt nach einer Schlacht im Ersten Weltkrieg, in der Chas’ Großvater kämpfte.

## Handlung
Zweiter Weltkrieg, England im Jahr 1940 zur Zeit um die Luftschlacht um England: Der zwölfjährige Schüler Chas McGill ist ein Sammler von Kriegsdevotionalien. An jenem Tag wird er bei einem „Beutezug“ von einem Polizisten erwischt und flüchtet in einen Wald. Dort entdeckt er ein abgeschossenes deutsches Kampfflugzeug (im Film eine Heinkel He-111), an dessen Rumpf ein Maschinengewehr hängt, das er versucht abzumontieren. Dazu besteigt er das Flugzeug und beim Reißen am MG rutscht ein toter Soldat in sein Blickfeld. Dies erschreckt ihn und er rennt weg. Am nächsten Tag in der Schulspeisung vertraut er sich seinem Freund John an und beide beschließen das MG abzumontieren und zu verstecken. Am Nachmittag ziehen sie los. Audrey kreuzt ihren Weg und schließt sich den Jungen an. Am Wrack angekommen, schneiden die Jungen den Haltebolzen mit einer Metallsäge ab. Dann passiert ein Missgeschick: Das MG löst sich, gleitet in Chas Hände, dieser krümmt den Finger und eine lange Salve feuert los. Dadurch werden Soldaten des Heimatschutzes aufgescheucht, die die Stelle aufsuchen. Durch einen plötzlich eintretenden Bombenangriff lassen sie von ihrem Vorhaben ab und so kommen die Kinder mit dem auf einem Bollerwagen verstauten MG bei McGills Haus an. Das Wrack wird am nächsten Tag gefunden und man stellt fest, dass das Bord-MG von jemandem entwendet worden ist. Der Dorflehrer verdächtigt sofort seinen Schüler Chas.
Sie beginnen damit einen Bunker zu bauen, als dieser fertig ist, wird er „feierlich“ eingeweiht und er bekommt den Namen „Fortress Caporetto“.
In dieser Nacht wird das Haus von Nickys Eltern getroffen, alle bis auf Nicky fallen dem Angriff zum Opfer. Auch die Schule wird getroffen, eine Junkers Ju-87 Stuka steckt im Hausdach, und wird dadurch geschlossen. Nicky versteckt sich in einem Bunker in der Nähe des Hauses. Unterdessen wird über den Bombenangriff im Radio berichtet, Chas’ Eltern schicken Chas in einen Nebenraum, dort hört er mit und eilt zum Haus von Nicky. Schließlich findet er Nicky in dem Bunker. Nachdem sich alle eingeweihten Freunde im Bunker versammelt haben, schwört Chas alle zur Verschwiegenheit und zum Verteidigen des Landes ein. „Wir schwören auf das Maschinengewehr“ lautet die Eidesformel. Der junge Polizist Sergeant Green besucht den Vater von Chas und spricht über die Vermutung, dass Chas im Besitz eines Bord-MG ist. Wenig später am Tag tauchen der Dorflehrer und Green bei Familie McGill auf und vernehmen im Beisein der Eltern Chas. Chas ist aber gewitzt und meistert das Verhör, ohne sich zu verraten. Alle Freunde treffen sich wieder im Bunker, dort wurde ein Luftraumbeobachter eingerichtet, der eine Messerschmitt Me-110 im Anflug erkennt, und gibt Meldung an „Captain McGill“, der sofort aus dem Bunker kommt und seine Kommandos an seine Gruppe gibt. Er nimmt das MG, munitioniert es auf und lädt fertig. In dem Moment, als das Flugzeug auf den Bunker zukommt, feuert er los und das Kampfflugzeug wird abgedrängt. Dahinter kommt eine Spitfire, die sich einen Dogfight mit dem deutschen Zerstörer leistet und dabei die Me-110 trifft. Die Kinder freuen sich über den Abschuss, den sie für sich verbuchen. Der Pilot wird getötet, aber der Heckschütze Rudi Gerlath steigt aus.
Auf seiner Flucht entdeckt er den Bunker der Kinder und wird sofort von den Kindern festgenommen, als er diesen betritt. Sie entwaffnen Gerlath, obwohl ihr Maschinengewehr beschädigt und funktionsunfähig ist. Sie übergeben den Flieger nicht dem Heimatschutz, sondern „behalten“ ihn als ihren Gefangenen. Da das Maschinengewehr funktionsunfähig ist, beschließen sie, Gerlath zur Flucht zu verhelfen, wenn er ihnen das MG repariert. Er stimmt zu und repariert es, bevor er zum Hafen gebracht wird und mit einem Boot davon rudert. In derselben Nacht läuten die Kirchenglocken und signalisieren eine deutsche Invasion. Die Kinder beeilen sich, um zum Bunker zu gelangen, sehen aber nichts; Es war ein falscher Alarm. Auf See stellt Rudi fest, dass er nicht die Kraft hat, in das von Deutschland besetzte Norwegen zu rudern. Er wird zurück nach England gezwungen und schließt sich den Kindern in der Festung an.
Am nächsten Tag wird festgestellt, dass die Kinder vermisst werden. Dazu werden einige polnische Soldaten herangezogen, um nach ihnen zu suchen. Als die Kinder hören, wie Truppen in einer Fremdsprache sprechen, eröffnen sie mit der Waffe das Feuer auf sie in dem Glauben, sie seien eine deutsche Invasionstruppe. Die Kinder sind jedoch bald überwältigt und müssen sich ergeben. Im Chaos schießt und verwundet Clogger Rudi mit dessen Luger-Pistole.
Die sehr gut gemachte Festung wird der Homeguard übergeben, dann werden Clogger und Nicky in ein Kinderheim gebracht, während die anderen Kinder ihren Eltern übergeben werden.
Der Film ist mit Original-Filmausschnitten von Kriegsberichten versehen: So sieht man englische Heimat- und Zivilschutztruppen bei der Bergung von Verschütteten und Beseitigung und Räumung von Bombenschäden. Auch die Szene mit dem Abschuss der ME-110 ist eine eingearbeitete Originalaufnahme. Die am Seil befestigten Kästen, die die Kinder ständig bei sich tragen sind Gasmasken. Als Titelsong im Abspann ist der Colonel Bogey March zu hören.

## Drehorte
Die Drehorte waren Westoe Crown Primary School, Sea Winnings Way, South Shields, Tyne and Wear in Newcastle upon Tyne, Nordengland.

## Folgenübersicht
Die Folgen 1–13 haben keine spezifischen Titel-/Folgenamen. Sie sind in ihrer Weise am Anfang mit „Episode one“ fortlaufend beschrieben.